# Lowther (rivière)
Pour les articles homonymes, voir Lowther.
La Lowther est une rivière anglaise qui coule dans le comté de Cumbria. Elle est un affluent droit de la rivière Eamont donc un sous-affluent du fleuve l'Eden.

## Géographie
De 15 km de longueur. Elle conflue en rive droite avec l'Eamont au pied du château de Brougham.

## Hydrologie
Son régime hydrologique est dit pluvial océanique.